# کودتای نوامبر ۱۹۶۳ عراق

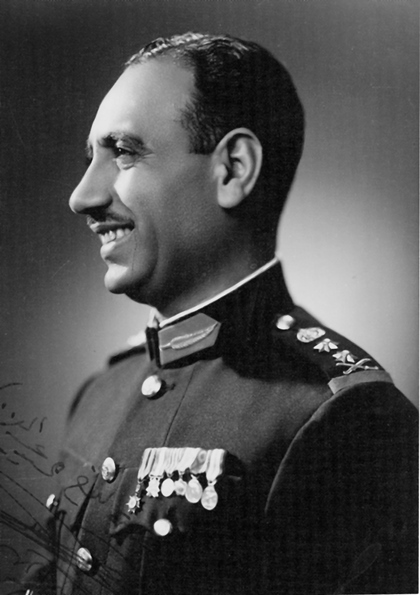
رییس جمهور وقت عراق، عبدالسلام عارف

کودتای نوامبر۱۹۶۳ عراق بین۱۳تا ۱۸ نوامبر۱۹۶۳ رخ داد که در پی اختلافات درون حزبی، افسران عراقی طرفدار ناصری کودتای نظامی را در حزب بعث رهبری کردند. اگرچه خود کودتا بدون خونریزی بود، اما ۲۵۰ نفر در اقدامات مرتبط کشته شدند.

## زمینه
پس از به دست گرفتن قدرت عراق در فوریه۱۹۶۳، اختلاف بین رهبران طرفدار و مخالف ناصر بعث، و همچنین بین رهبران ناسیونالیست پان عرب راست و چپ بعث، منجر به فروپاشی اولین دولت بعث عراق در نوامبر۱۹۶۳ شد. در حالی که۷۰۰۰ کمونیست عراقی در زندان باقی ماندند.
عبدالسلام عارف معاون سابق قاسم (که بعثی نبود) عنوان عمدتاً تشریفاتی رئیس‌جمهور را دریافت کرد، در حالی که ژنرال برجسته بعثی احمد حسن البکر بعنوان نخست‌وزیر معرفی شد. قدرتمندترین رهبر دولت جدید، دبیرکل حزب بعث عراق، علی صالح الساعدی بود که شبه نظامیان گارد ملی را کنترل کرد و قتل‌عام صدها-اگر نگوییم هزاران-مظنون به کمونیست و مخالفان پس از کودتا را سازماندهی کرد.
السعدی از اتحاد با سوریه حمایت کرد در حالی که جناح نظامی محافظه کارتر از «سیاست اول عراق» قاسم حمایت می‌کرد. جناح گرایی همراه با رفتار نامنظم گارد ملی جناح نظامی را به کودتا علیه رهبری حزب سوق داد. البکر در تلاش برای نجات حزب، خواستار جلسه برای فرماندهی ملی حزب بعث بود اما این جلسه مشکلات حزب را تشدید کرد. افلاک که خود را رهبر جنبش بعثی پان عرب می‌دانست قصد خود را برای بدست گرفتن کنترل حزب بعث عراق اعلام کرد. جناح «عراق اول» خشمگین شد و عبدالسلام عارف صبر خود را با بعث از دست داد و حزب در ۱۸ نوامبر ۱۹۶۳ از دولت برکنار شد. ۱۲عضو بعث دولت مجبور به استعفا شدند وگارد ملی جایگزین شد گارد جمهوریخواه شد.

## کودتا
روز سه شنبه ۱۲ نوامبر السدی و ۱۸تن از همکاران حزب بعث وی به زور اسلحه توقیف و به مادرید پرواز کردند. روز بعد رادیو بغداد بدون ذکر السدی اعلام کرد که حزب حاکم بعثی اکنون توسط شورای ۱۵نفره به ریاست البکر رهبری می‌شود. چند دقیقه قبل از ساعت۱۱:۰۰رادیو از هوا خارج شد وجت‌های جنگنده کاخ ریاست جمهوری دربغداد را گرفتند و جمعیت زیادی از طرفداران السدی در بغداد تظاهرات کردند. تا بعدازظهر نیروهای نخست‌وزیر البکر کنترل خود را پس گرفتند. عصر روزبعد السدی در مادرید اعلام کرد که هشت تن از رهبران جدید بعث برکنار شده و به بیروت پرواز کرده‌اند و السدی با بعثی‌های سوری به بغداد بازمی‌گردد. تا روز دوشنبه، نوامبر۱۸,عبدالسلام عارف رئیس‌جمهور عراق، برادرش، ژنرال تیپ عبدالرحمان عارف و حامیان ارتش عراق شبه نظامیان گارد ملی بعث را سرکوب کردند (که بین فوریه و اوت۱۹۶۳ از ۵۰۰۰به۳۴۰۰۰نفر افزایش یافته بود) و ستاد شبه نظامیان گارد ملی بعث را بمباران کردند در حالی که سایر افسران ارشد و حامیان عبدالسلام عارف مانند خالل جاسم الدباغ، سعید حمو، عبدالعزیز العقیلی و یونس عطار باشی کنترل لشکرهای چهارم و سوم را در دست گرفت و شبه نظامیان گارد ملی بعث را سرکوب کرد. السدی در شورای جدید گنجانده نشد و در تبعید ماند.
در نتیجه، اولین دولت بعث سرنگون شد و دولت جدید طرفدار ناصری به ریاست عبدالسلام عارف بعنوان رئیس دولت تأسیس شد. حزب سوسیالیست عربی بعث عراق بهمراه سایر احزاب سیاسی ممنوع شد و اتحادیه عرب سوسیالیست عراق تنها حزب قانونی در جمهوری عراق اعلام شد.

## یادداشت
1. ↑  "Revolt Fails In Iraq— Palace Hit; Former Aide Flees Nation", Salt Lake Tribune (Salt Lake City, UT), November 14, 1963, p1, p10
2. ↑  "Iraq Ousts 8 Leaders Of Its Coup— Exiled Strongman Due Back From Spain in Bewildering Twist", Bridgeport (CT) Telegram, November 15, 1963
3. ↑  "Iraq's President Stages Coup, Claims Control— Forms New Council, Nips Socialist Camp", Salt Lake Tribune, November 18, 1963, p1